# Asiaceratops salsopaludalis
Asiaceratops salsopaludalis es la única especie conocida del género extinto  Asiaceratops  (“cara con cuerno de Asia”) de dinosaurio marginocéfalo ceratopsiano, que vivió a mediados del Cretácico, hace aproximadamente 99 millones de años, en el Cenomaniense, en lo que hoy es Asia.

## Descubrimiento e investigación
La especie tipo, Asiaceratops salsopaludalis, fue descrita formalmente por Lev Nesov, L.F. Kaznyshkina y Gennadiy Olegovich Cherepanov en 1989. El nombre del género combina la referencia al continente asiático junto con el término griego ~ceratops, "rostro con cuernos". El nombre de la especie significa "del pantano salado" en latín. En la misma publicación, la especie Microceratops (Microceratops) sulcidens Bohlin, 1953 fue renombrada como una segunda especie de Asiaceratops: Asiaceratops sulcidens. M. sulcidens fue considerado sinónimo de M. gobiensis por Dodson & Currie en 1990 dejando a Asiaceratops salsopaludalis como única especie del género.
El holotipo de Asiaceratops salsopaludalis, CCMGE 9/12457, fue hallado en Uzbekistán en una capa de la Formación Khodzhakul la cual data de inicios del Cenomaniense, hace cerca de noventa y nueve millones de años. Consiste en una parte de un maxilar izquierdo. Algunos otros fragmentos fueron referidos en 1989 a esta especie, entre ellos dientes y una falange. En 1995 Nesov refirió más material de tres sitios en Uzbekistán, mayormente elementos craneales y un húmero parcial, de individuos de diferentes edades.
Asiaceratops ha sido considerado frecuentemente como un nomen dubium, en vista de lo limitado del material de su holotipo.

## Clasificación
Asiaceratops pertenece al grupo Ceratopsia (cuyo nombre deriva del griego para "rostro cornudo"), un grupo de dinosaurios herbívoros con picos curvos como el de un loro los cuales se extendieron por América del Norte y Asia durante el período Cretácico, hasta el final del mismo hace 66 millones de años, cuando se extinguen.
En 1995 Nesov asignó a Asiaceratops a su propia subfamilia, Asiaceratopsinae. Los análisis cladísticos posteriores han indicado que tendría una posición basal en la familia Leptoceratopsidae.